# Polyrhachis linae
Polyrhachis linae é uma espécie de formiga do gênero Polyrhachis, pertencente à subfamília Formicinae.